# Sermermiut
Sermermiut var en inuit bosættelse på nordsiden af Ilulissat Isfjord, 2,3 kilometer sydøst for Ilulissat i Grønland. Stedet er nu en del af Ilulissat Isfjords UNESCO's Verdensarvsliste. Sermermiut betyder på grønlandsk "folkene ved bræen".

## Historie
Allerede i 1800-tallet blev der på pladsen foretaget arkæologiske udgravninger på stedet. De fundne stenredskaber blev i 1838 afleveret til Nationalmuseet.
Sermermiuts prækoloniale historie blev stykket sammen af en række arkæologiske udgravninger i løbet af det tyvende århundrede. Området blev et område af arkæologisk interesse i begyndelsen af århundredet, selvom resultaterne ikke var veldokumenterede. En udgravning i 1953 identificerede, at Sermermiut havde været brugt af Saqqaq-kulturen, tidligere Dorset-kulturen og Thule-kulturen. En anden udgravning i 1983 daterede starten på den tidlige Dorset-bosættelse til omkring 600-200 f.Kr.
1737 skrev den danske missionær Poul Egede i sin dagbog: "Her fandt jeg den største gruppe folk, jeg har set noget sted i Grønland, omkring 20 temmelig store huse, som en lille landsby. De pralede af dette og spurgte, om jeg andre steder havde set så mange folk på et sted. Jeg følte øjeblikkelig ud fra deres tale og manerer, at de var stolte af deres mængde og den gode fangst, de havde".
1739 havde hollandske hvalfangere et spækhus i en bugt nord for Sermermiut, det nuværende Ilulissat.
1741 grundlagde Jacob Severin handelsstationen Jacobshavn (nu Ilulissat) med Sermermiuts befolkning som den første handelsmæssige basis.
Indtil 1850 lå bosættelsen Sermermiut sydøst for Ilulissat. Stedet, hvor Ilulissat ligger i dag, tjente længe før som sommerboplads for indbyggerne i Sermermiut. I dag fører en sti fra Ilulissat til Sermermiut.